# HMS Inglesham
HMS „Inglesham” – brytyjski kuter trałowy typu Ham. Okręt został nazwany na cześć wsi Inglesham w Wiltshire. „Inglesham” był wybudowany w stoczni J. Samuel White. Był to pierwszy okręt należący do typu Ham i jedyny jak do tej pory okręt brytyjski noszący nazwę „Inglesham”.